# Joseph Duplessis

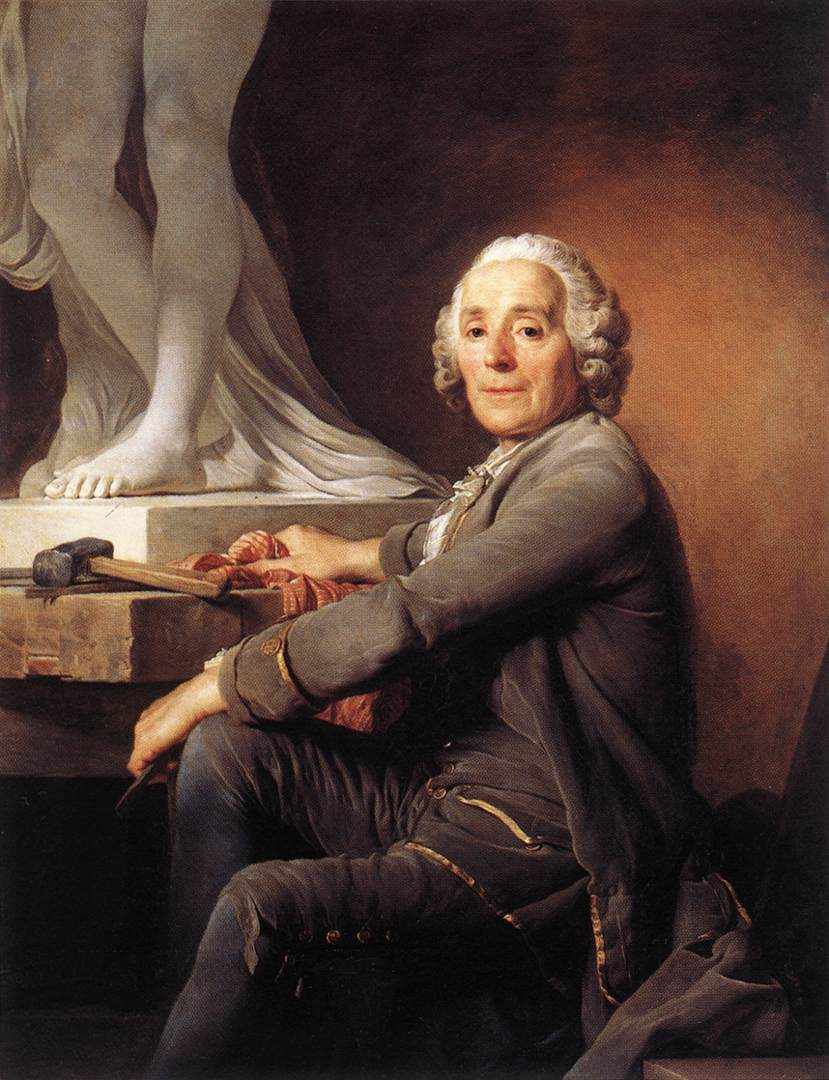
Christophe Gabriel Allegrain, escultor por Duplessis, 1774 (Museo del Louvre).

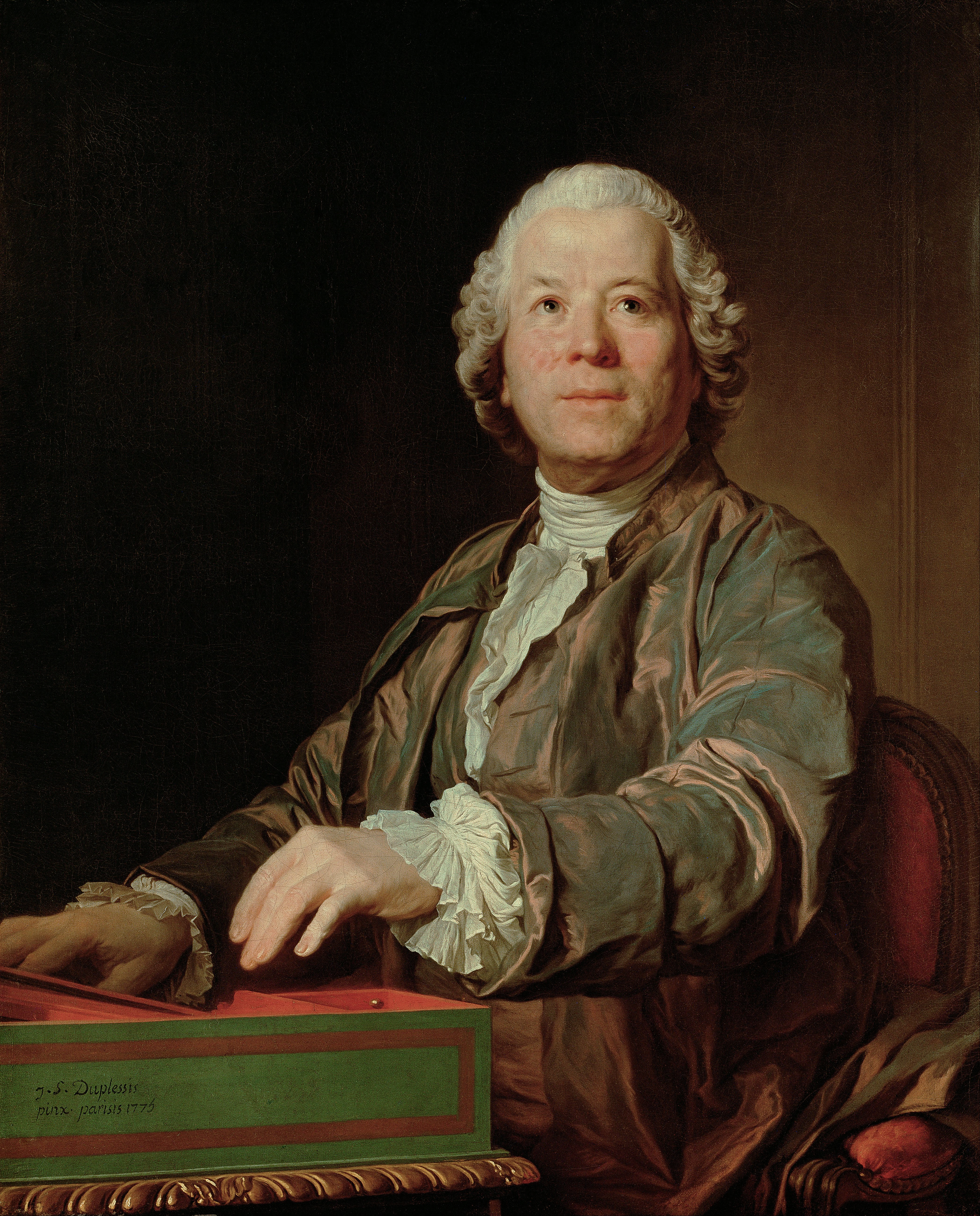
Christoph Willibald Gluck por Duplessis, 1775, óleo sobre lienzo (Museo de Historia del Arte de Viena).

Joseph-Siffred Duplessis (Carpentras, cerca de Aviñón, 22 de septiembre de 1725 – Versalles, 1 de abril de 1802) fue un pintor francés, conocido por la claridad e inmediatez de sus retratos.

## Biografía
Nació en una familia de artistas y recibió su primera formación de su padre, un cirujano y talentoso aficionado, luego con Joseph-Gabriel Imbert (1666–1749), que había sido alumno de Charles Le Brun. Desde 1744-1747 o más tarde, trabajó en Roma, en el taller de Pierre Subleyras, que también era del sur de Francia, quien murió en 1749. En Italia Duplessis se hizo muy amigo de Joseph Vernet, otro occitano.
Regresó a Carpentras, pasó un breve periodo en Lyon y luego llegó alrededor de 1752 a París, donde fue aceptado en la Académie de Saint-Luc y expuso varios retratos, que ahora eran su especialidad, en 1764, pero no llamó mucho la atención hasta su muestra de diez pinturas en el Salón de París de 1769, muy bien recibidas y que tuvieron una atención especial por parte de Denis Diderot; la Académie de peinture et de sculpture le aceptó en la categoría de retratista, considerada entonces una categoría menor. Siguió exponiendo en el salón de París, tanto pinturas acabadas como esbozos, hasta 1791, y de nuevo, en 1801.
Su retrato de la Delfina en 1771 y su nombramiento como un peintre du Roi le aseguraron el éxito: la mayor parte de los retratos que de él quedan datan de los años 1770 y 1780. Recibió alojamientos privilegiados en las Galerías del Louvre. Durante la Revolución se retiró a una segura oscuridad en Carpentras durante el Reinado del Terror. Después, desde 1796, sirvió como curador del museo recientemente formado en Versalles, recientemente vaciado de sus muebles en las ventas revolucionarias. Su autorretrato sin concesiones en esta época de su vida se encuentra en Versalles. 
Ajustó su estilo a la condición social del modelo: su retrato de Charles-Claude, conde de Angiviller, director de los Bâtiments du Roi, es tan distante y convencional como su retrato de estado de Luis XVI con la ropa de la coronación (1776), mientras que su retrato realista e íntimo del compositor de ópera Christoph Willibald Gluck (Kunsthistorisches, Viena) capta al compositor al teclado en un momento de inspiración y su penetrante retrato del escultor Christophe Gabriel Allegrain (Museo del Louvre) le muestra justo cuando acaba de posar su cincel: este era el morceau de reception con el que obtuvo su ingreso en la Academia. 

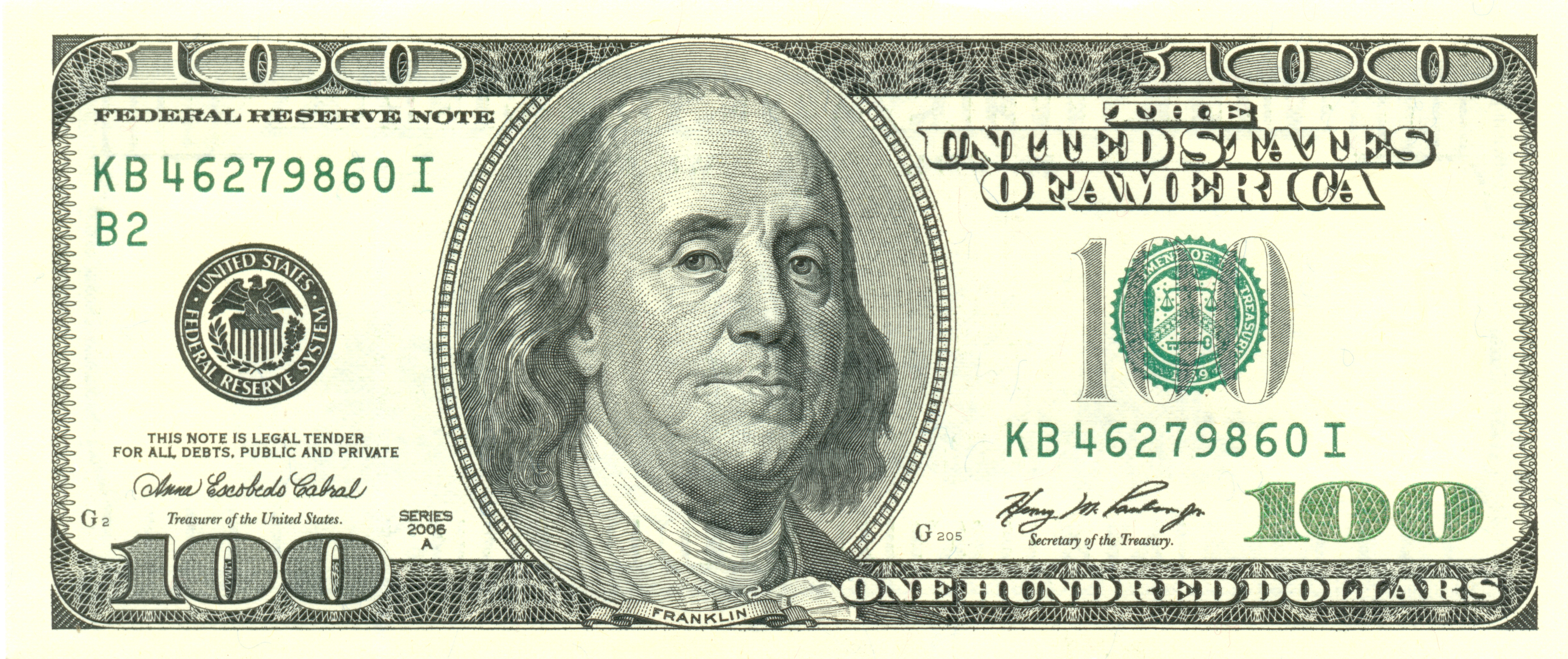
Retrato de Benjamin Franklin, obra de Duplessis en el billete de cien dólares.

Su retrato de Benjamin Franklin (1778), más que ningún otro, ha fijado la imagen de Franklin para la posteridad.
De su retrato del financiero Jacques Necker colgado en el Château de Coppet de Voltaire se hicieron varias versiones reducidas una de las cuales está en el Louvre.
Muchos de sus retratos se divulgaron ampliamente a través de grabados.